# Wakkanai
Wakkanai (Japonês: 稚内市; -shi, Ainu: Yam Wakka Nay) é uma cidade japonesa localizada na subprovíncia de Soya, na província de Hokkaido.  É a cidade japonesa situada mais a norte.
Em 2003 a cidade tinha uma população estimada em 42 686 habitantes e uma densidade populacional de 56,11 h/km². Tem uma área total de 760,80 km².
Recebeu o estatuto de cidade a 1 de Abril de 1949.

## Cidades-irmãs
- Ishigaki, Japão
- Iujno-Sakhalinsk, Rússia
- Korsakov, Rússia
- Nevelsk, Rússia
- Baguio, Filipinas

### Portos-irmãos
- Anchorage, EUA